# M1132 ESV
M1132 «Страйкер» (англ. M1132 Engineer Squad Vehicle) — колісний бронетранспортер-броньована інженерна машина виробництва США.
M1132 Stryker Engineer Support Vehicle (ESV) належить до сімейства бойових машин «Страйкер» й призначена для ведення інженерної розвідки, для транспортування та підтримки саперів на полі бою; очищення завалів на шляхах висування піхоти та військової техніки, а також забезпечення Розміновування. Моделі, оснащені модернізованим подвійним V-подібним корпусом, мають маркування M1257 ESVV.
Інженерний транспортний засіб оснащений клином для розчищення мінних полів. Цей транспортний засіб спроможний розміновувати тверді покриття та виконувати певні роботи з усунення завалів. Інші завдання з підвищення прохідності можуть бути виконані інженерним екіпажем за допомогою інструментів, що знаходяться на транспортному засобі та причепі.

## Бойове застовування
Україна отримала близько двадцяти інженерних бронетранспортерів M1132 та дев’яносто бойових машин піхоти Stryker M1126 у зв’язку з російською агресією. У серпні 2023 року вони були залучені до бойових дій на передовій у складі 82-ї окремої десантно-штурмової бригади в рамках українського контрнаступу того ж року.
Як повідомляє сайт Oryx, з 20 наданих США машин M1132 станом на серпень 2024 року було підтверджено знищення 7 одиниць на підставі фото- та відеодоказів.